# Ed Marinaro
Ed Marinaro, właściwie Edward Francis Marinaro (ur. 31 marca 1950 w Nowym Jorku) – amerykański były zawodnik futbolu amerykańskiego i aktor telewizyjny i filmowy.

## Życiorys

### Wczesne lata
Urodził się w Nowym Jorku jako syn Louisa Johna i Rose Marie (z domu Errico) Marinaro. W 1968 ukończył New Milford High School w New Milford w stanie New Jersey, gdzie grał w piłkę nożną. W 1972 został absolwentem Cornell University w Ithace.

### Kariera
W Cornell University w Ithace był zawodnikiem futbolu amerykańskiego i ustanowił ponad 16 rekordów w NCAA. Był pierwszym running back w historii NCAA, który doprowadził do zwycięstwa (1970, 1971). Był wicemistrzem Pat Sullivan dla Heisman Trophy w 1971, najwyższego zakończenia dla Ivy League. Posiada dwa rekordy NCAA (39,6 w 1971, 34,0 - 1969/71).
W 1971 otrzymał Maxwell Award i UPI College Football Player of the Year jako najlepszy gracz w futbol amerykański. Był członkiem Psi Upsilon i został wybrany do członkostwa w towarzystwie Sphinx Head. Zaczął grać w zawodowej drużynie piłki nożnej przez sześć sezonów z Minnesota Vikings, New York Jets i Seattle Seahawks, pojawiając się w Super Bowl VIII i Super Bowl IX z Wikingami. W ciągu swojej kariery zdobył 13 touchdown. W 1991 roku Marinaro został wprowadzony w College Football Hall of Fame.
Po zakończeniu kariery sportowej, Marinaro został aktorem. Na dużym ekranie zadebiutował w dramacie Palce (Fingers, 1978) z udziałem Harveya Keitela, Michaela V. Gazzo, Danny’ego Aiello, Jima Browna i Tanyi Roberts. W serialu NBC Posterunek przy Hill Street (Hill Street Blues, 1981-86) grał oficera Joego Coffeya. Był członkiem obsady w wielu serialach telewizyjnych, w tym Falcon Crest (1987-88), Dynastia (Dynasty, 1989), Życie jak sen (Dream On, 1994), Dotyk anioła (Touched by an Angel, 1994) czy Detektyw Monk (Monk, 2003). W serialu komediowym o futbolu amerykańskim Blue Mountain State (2010-2011) wystąpił jako trener Marty Daniels.
Spotykał się z aktorką Mimi Rogers. 31 grudnia 2001 r. poślubił ekspertkę fitness Tracy York. Mają syna Eddiego.

## Filmografia

### Filmy fabularne
- 1978: Palce (Fingers) jako Gino
- 1992: Zabójcza Lolita (Amy Fisher: My Story, TV) jako Joey Buttafuoco
- 2001: Lawina (Avalanche Alley, TV) jako Rick
- 2005: Jane Doe. Póki śmierć nas nie rozłączy (Jane Doe: Til Death Do Us Part, TV) jako Vincent Colabella
- 2008: Yeti: Zabójcza stopa (Yeti: Curse of the Snow Demon, TV) jako trener Gorfida

### Seriale TV
- 1978: Flying High jako Alex
- 1981-86: Posterunek przy Hill Street (Hill Street Blues) jako oficer Joe Coffey
- 1987-88: Falcon Crest jako John Remick
- 1989: Strefa mroku (The Twilight Zone) jako Darius Stephens
- 1989: Baby Boom jako Eric
- 1989: Dynastia (Dynasty) jako Creighton Boyd
- 1991: Rozmowy po północy (Midnight Caller) jako Joe Holloway
- 1994: Życie jak sen (Dream On) jako policjant
- 1994: Dotyk anioła (Touched by an Angel) jako Jack
- 1998: Grace w opałach (Grace Under Fire) jako Dan Gabriel
- 2000: Życie do poprawki (Twice in a Lifetime) jako pan Bogart
- 2002: Brygada ratunkowa (Third Watch) jako Tommy
- 2003: 8 prostych zasad (8 Simple Rules... for Dating My Teenage Daughter) jako Byron
- 2003: Detektyw Monk (Monk) jako Stewart Babcock
- 2010-2012: Blue Mountain State jako trener Marty Daniels
- 2011: Dni naszego życia (Days of Our Lives) jako Leo